# Museo del Cinquecento
Il museo del Cinquecento si trova nel Palazzo del Podestà di Bergamo in Piazza Vecchia, istituito nel 2012 con l'intento di avvicinare i visitatori, attraverso le sale interattive, alla storia cittadina del XVI secolo, che ha modificato la vita della città orobica, sia sotto l'aspetto urbanistico, con la costruzione delle mura veneziane, che commerciale con i nuovi prodotti giunti dal Nuovo Mondo. Il museo fa parte della Fondazione Bergamo nella storia, la rete dei musei che raccontano la storia della città.

## Sede
Il museo si trova nel Palazzo del Podestà con l'ingresso posto tra le due piazze più antiche della città: piazza Vecchia e piazza del Duomo sedi dei poteri cittadini, civile e religioso, dove troneggia il Campanone centro della vita cittadina.
La città di Bergamo ebbe una grande storia nel XIII secolo con la formazione del comune venendo poi occupata dalle famiglia milanesi dei Della Torre prima e dei Visconti poi, fino al 1428, quando con l'arrivo della Serenissima la città visse un periodo di prosperità e di sviluppo. Il periodo veneziano che portò pace e ricchezza alla città, è documentato nel museo interattivo.
Il museo permette inoltre la visita alla città su tre livelli differenti; quello sotto il livello stradale con i resti romani, quello intermedio con le sale espositive, fino alla cima del Campanone godendo della vista della città dall'alto.

## Storia
Il palazzo del Podestà subì nel tempo molte trasformazioni e destinazioni, gli scavi che avevano portato alla luce l'urbe romana, posta al livello inferiore della pavimentazione, a conferma dei numerosi rimaneggiamenti dell'edificio, e l'importante storia cittadina hanno condotto la Fondazione Bergamo nella storia a scegliere un nuovo metodo di approccio con i visitatori, attraverso un percorso a tappe, per renderli con una innovativa offerta culturale, partecipi non solo spettatori..  La fondazione volle confermare la fiducia nella cultura non solo come opportunità ma come identità di ogni persona.

L'allestimento del museo è stato realizzato dallo studio N!03 di Milano, con la collaborazione di Alessandro Bettonagli dell'Architecture Entertainment, ed è integrato da schede di approfondimento, tablet, QRCode, consente a ogni visitatore di personalizzare il proprio percorso.

## Area archeologica
Da piazza Vecchia, attraverso la grande apertura ad arco a sesto acuto del palazzo, si accede ai resti del proto urbano di epoca protostorica (VI-V sec. a.C.),  con il foro romano dell'epoca tardo repubblicana imperiale. Si prosegue poi verso il cavedio rinascimentale, la parte meglio conservata del Seicento con parti di affreschi e colonne con capitelli, zona che collega con le diverse sale interattive.

## Sale espositive
Le sette sale accompagnano, attraverso l'interattività, alla conoscenza dei personaggi, dei prodotti, delle mode che formavano la vita cittadina durante il Rinascimento bergamasco e non solo, perché la storia si collega a quella più grande delle scoperte e delle conoscenze. Un metodo moderno di comunicazione, attraverso un viaggio che possa condurre alla conoscenza, attraverso la personalizzazione del percorso con schede di approfondimento, tablet e con il Codice QR. 

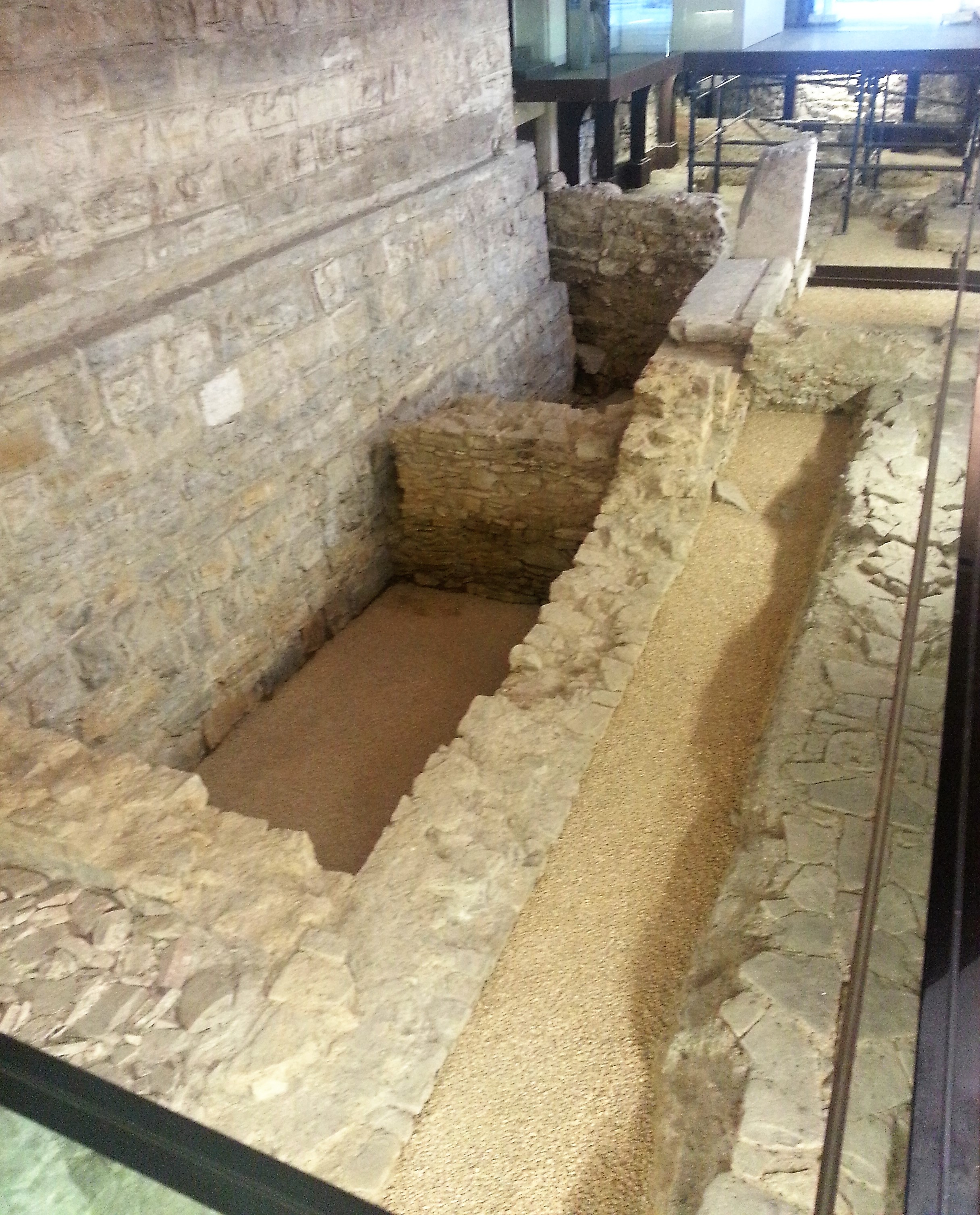
Museo del cinquecento

Grandi grafiche raffiguranti le cartine geografiche spiegano i confini delle terre conosciute con i confini e le politiche che univano o dividevano, e il commercio dei diversi prodotti che venivano scambiati. Bergamo era il massimo confine occidentale di terra per Venezia per questo punto importante nella storia del secolo.
Le rappresentazioni interattive presentano la visione la città prima della costruzione delle Mura veneziane di Bergamo del 1561, con il suo radicale cambiamento. Si percorrono le antiche strade con i palazzi del tempo e i personaggi, visibile quindi la moda che cambiava, attraverso i ritratti del Moroni. 
Inoltre una sala presenta il cibo che i bergamaschi del Cinquecento conoscevano, quali prodotti usavano, in particolare quello che lo speziale o aromatoio vendeva nella sua bottega. Prodotti come il pepe, gengevo, binzuì, acqua rosa, riobarbaro, ed i colori con le loro terre di provenienza. Il negozio dello speziale era presente nel palazzo. In questa sala l'interattività diventa olfattiva oltre che visiva.

Essendo Bergamo terra di confine tra la parte terrestre di Venezia e l'occidente, era ricca di commercio, di botteghe. Particolare attenzione il museo presenta verso il libraio-stampatore bibliopola; nelle teche sono esposti alcuni libri miniati e stampe del tempo.

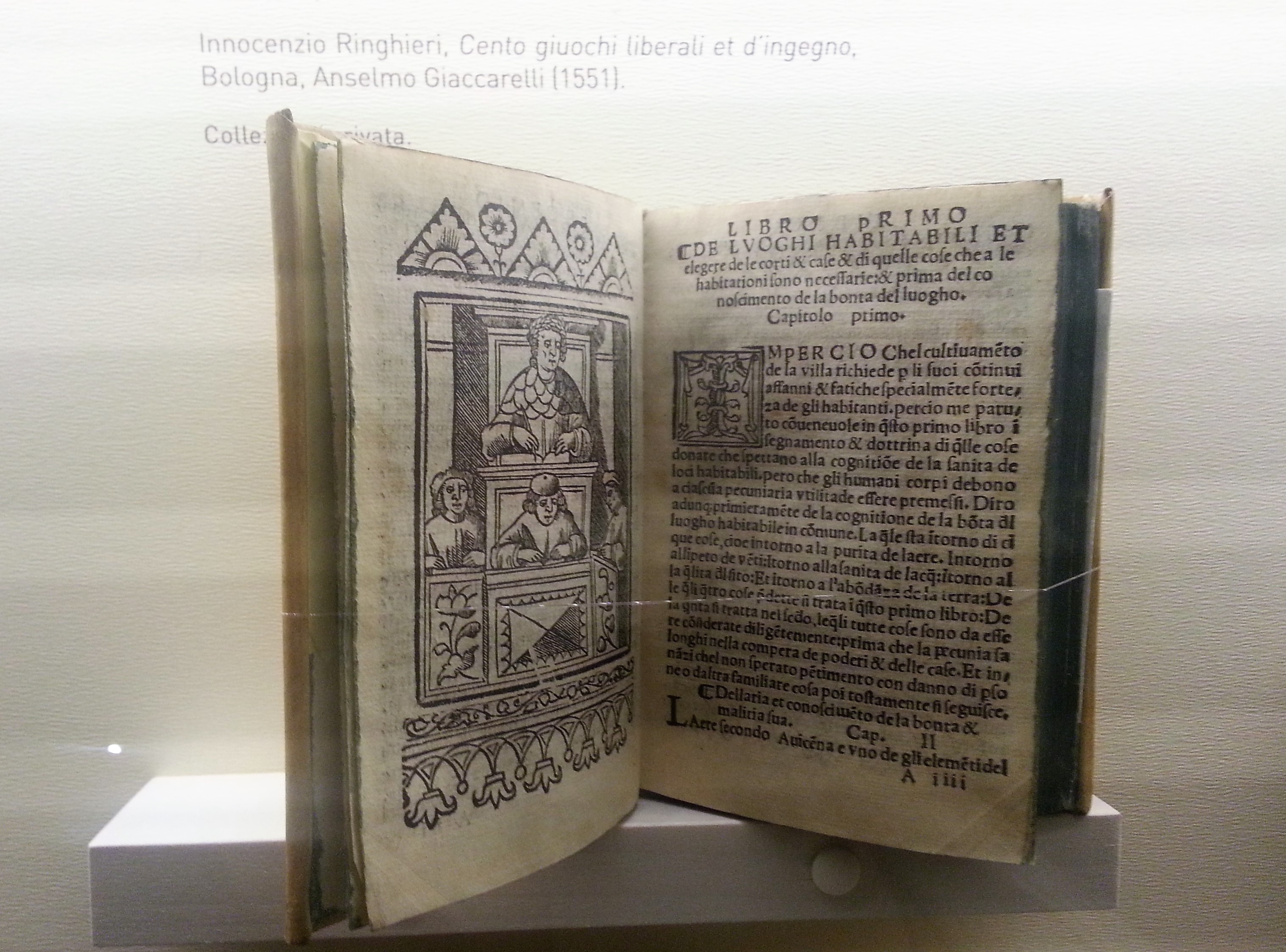
Testo antico - teche del museo del Cinquecento

## Il campanone
Dal museo si accede all'antica torre poi diventata campanaria, un tempo hospicio, casa-torre della famiglia ghibellina dei Suardi. Nel XIV secolo la torre divenne hospicio magno comnis pergami in quo morantur rectores comunis Pergami apud turrim dicti hospicii, indicando che fosse stata ampliata diventando la sede dei rettori, ospitando anche le carceri cittadine. Divenne poi di proprietà dell'amministrazione cittadina che vi pose le campane e dal 1656 fu denominata Campanone con il compito di suonare ogni sera cento rintocchi di campana, suono che ordinava la chiusura delle porte cittadine. Tradizione che ogni sera si ripete.

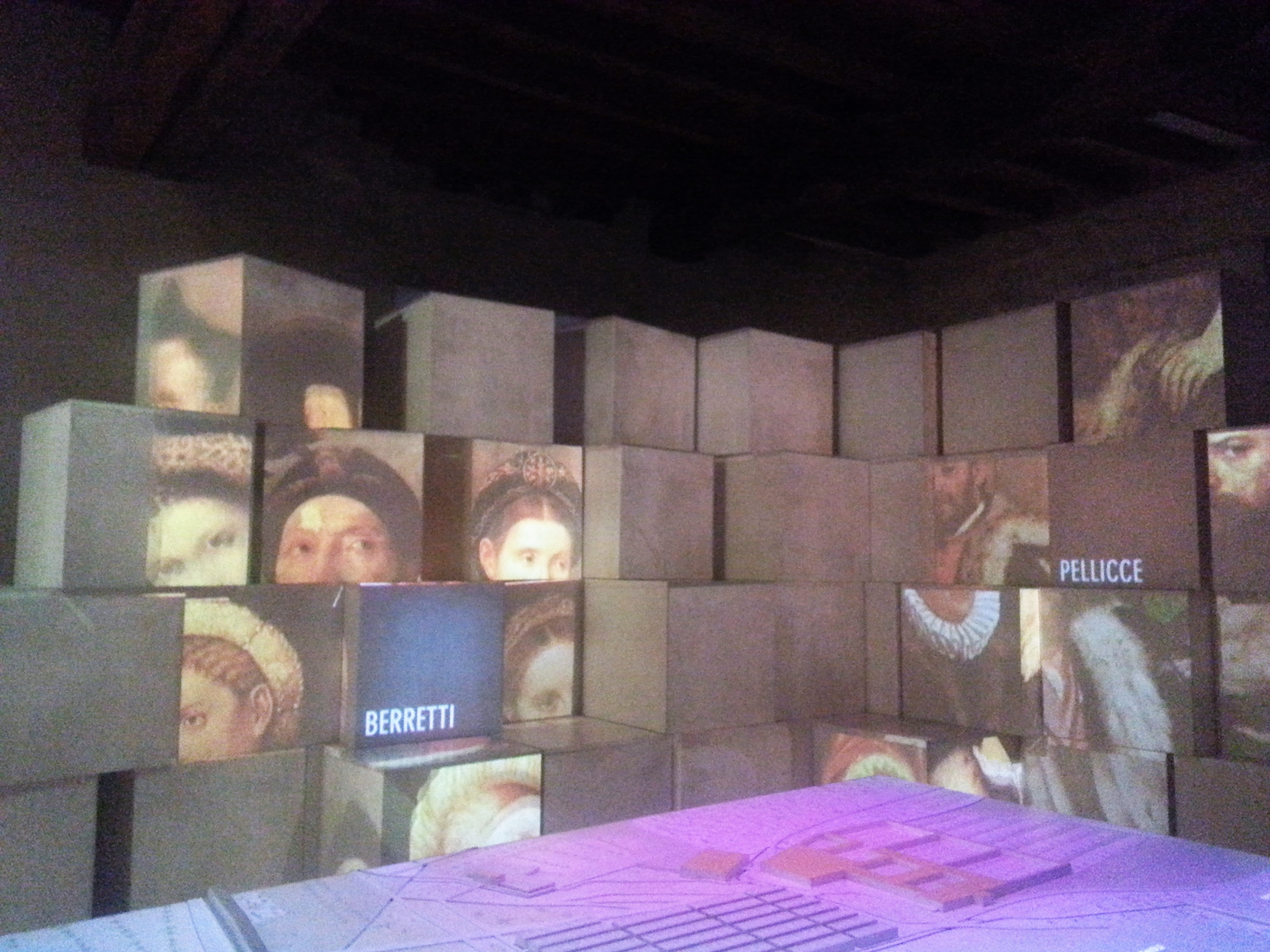
Sala interattiva-Museo del Cinquecento